# Шалкарский сельский округ (Акмолинская область)
Шалка́рский се́льский окру́г (каз. Шалқар ауылдық округі) — административная единица в составе Целиноградского района Акмолинской области Республики Казахстан.
Административный центр — аул Шалкар.

## География
Административно-территориальное образование расположено в западной части района, граничит:
- на севере с сельским округом Акмол,
- на северо-востоке с Караоткельским сельским округом,
- на востоке с сельским округом Рахымжана Кошкарбаева,
- на юго-востоке с Жарлыкольским сельским округом,
- на юге с селом Маншук,
- на западе с Коргалжынским районом,
- на северо-западе с Оразакским сельским округом.

Сельский округ расположен на казахском мелкосопочнике. Рельеф местности в основном представляет собой сплошную равнину с незначительными перепадами высот; средняя высота округа — около 340 метров над уровнем моря. 
Гидрографическая сеть округа представлена озёрами — Егинды, Шошкалы, Жалтырший, др.; и болотами — Алаколь, Жаманкопа и др. Протекает река Нура — которая образует северные границы округа.
Климат холодно-умеренный, с хорошей влажностью. Среднегодовая температура воздуха положительная и составляет около +4,4°С. Среднемесячная температура воздуха в июле достигает +20,5°С. Среднемесячная температура января составляет около -14,2°С. Среднегодовое количество осадков составляет около 390 мм. Основная часть осадков выпадает в период с июня по июль.
Через территорию сельского округа с юга на север проходит около 15 километров автодороги областного значения — КС-5 «Кабанбай батыра — Жангызкудук — Оразак».

## История
В 1989 году существовал как — Челкарский сельсовет (сёла Егиндыколь, Каратомар, Отаутускен).
В периоде 1991 — 1998 годов Челкарский сельсовет был преобразован в сельский округ.
В 2010 году Челкарский сельский округ и село Егиндыколь были переименованы в Шалкарский сельский округ и село Шалкар соответственно.

## Население
| Численность населения | Численность населения | Численность населения |
| 1989                  | 1999                  | 2009                  |
| --------------------- | --------------------- | --------------------- |
| 2359                  | ↘1823                 | ↘1260                 |

## Состав
| № | Населённый пункт | Тип населённого пункта      | Население, 1989 | Население, 1999 | Население, 2009 |
| - | ---------------- | --------------------------- | --------------- | --------------- | --------------- |
| 1 | Каратомар        | село                        | 361             | 260             | 177             |
| 2 | Отаутускен       | село                        | 431             | 369             | 318             |
| 3 | Шалкар           | аул, административный центр | 1 567           | 1 194           | 765             |

## Местное самоуправление
Аппарат акима Шалкарского сельского округа — аул Шалкар, улица Иманбаева, 5.
- Аким сельского округа — Жусупов Илья Биримжанович.